# Lomariopsis hederacea
Lomariopsis hederacea là một loài dương xỉ trong họ Lomariopsidaceae. Loài này được Alston mô tả khoa học đầu tiên năm 1934.